# Tom Sawyer (lied)
Tom Sawyer is een lied van de Canadese rock band Rush. Het verscheen op het album Moving Pictures uit 1981. Het wordt beschouwd als een van de belangrijkste nummers van Rush.
Het nummer is geschreven door Geddy Lee, Neil Peart en Alex Lifeson in samenwerking met Pye Dubois van de band Max Webster, deze schreef later ook mee aan de nummers "Force Ten", "Between Sun and Moon" en "Test for Echo".